# Montières (Amiens)
Montières est un quartier d'Amiens, situé à l'ouest de la ville.

## Historique
Le quartier de Montières est un ancien village aujourd'hui enserré entre le faubourg de Hem et le quartier d'Étouvie. Blotti, à l'origine, autour de son église, il s'est développé dans le courant du XIXe siècle le long de l'ancienne route d'Abbeville en partie grâce à la mise en service, en 1877 de la gare de Montières située sur la ligne de chemin de fer Saint-Roch-Frévent. Cette gare n'a plus, aujourd'hui qu'une activité de fret.
Montières connut une activité de production de céramique d'art renommée de 1917 à 1933. Le sculpteur Léon Lamotte était originaire du quartier où il résidait et où il avait son atelier. 
Après le Seconde Guerre mondiale, une zone industrielle fut créée dans la partie est du quartier à proximité du faubourg de Hem.

## Morphologie du quartier
Le quartier est limité au nord par la canal de la Somme, à l'est par le faubourg de Hem, au sud par la voie ferrée Amiens-Calais, à l'ouest par le quartier d'Étouvie.
Le quartier est structuré par un axe est-ouest, la route d'Abbeville qui le relie au centre-ville.
L'habitat est constitué majoritairement de maisons individuelles en brique de type « maison amiénoise » et de lotissements de la fin du XXe siècle.
Lieux remarquables du quartier : l'église Saint-Pierre de Montières, le château de Montières, aujourd'hui intégré à une maison de retraite et le parc du château de Montières avec quelques arbres remarquables.